# Diocesane curie
De diocesane curie bestaat uit de instituten en personen die de bisschop bijstaan in het bestuur van het bisdom, vooral in de leiding van de pastorale activiteit, in de zorg voor het beheer van het bisdom, alsook in de uitoefening van de rechterlijke macht.
De vicaris-generaal, de bisschoppelijke vicarissen, de kanselier, de Raad voor Economische Aangelegenheden, de econoom, de officiaal en andere kerkjuridische beambten maken deel uit van de diocesane curie.
Allen leggen bij de aanvaarding van hun taak een eed van trouw af aan de bisschop.